# Harold Shipman
Harold Frederick Shipman Jr., detto Fred (Nottingham, 14 gennaio 1946 – Wakefield, 13 gennaio 2004), è stato un serial killer britannico.
Le sue vittime, che uccise avvelenando con la morfina, sono di un numero compreso tra 215 e oltre 260 o addirittura 345 persone; a processo gli furono attribuite solo 15 vittime.

## Biografia
Harold Frederick "Fred" Shipman nacque il 14 gennaio 1946 nel Nottinghamshire da Vera e Harold Shipman, di professione camionista: i suoi genitori erano dei devoti metodisti e il ragazzo era particolarmente legato alla madre, la quale però morì di cancro ai polmoni durante la sua adolescenza, il 21 giugno 1963. Questo fatto lo turbò profondamente, tuttavia rimase affascinato da come la morfina riuscisse a calmare i dolori lancinanti della madre. Nel 1970 si laureò in Medicina a Leeds e cominciò a esercitare la professione di medico.
Shipman era un medico di famiglia come tanti altri, conduceva una vita normalissima ed era una persona stimata all'interno della sua piccola comunità. Tutto ciò cambiò quando, dopo la morte di una sua anziana paziente, all'atto dell'apertura del testamento si notò che esso era stato falsificato, sancendo l'attribuzione al medico di una ingente somma di denaro. Fu dunque riesumato il cadavere, e si scoprì che l'anziana signora non era morta per cause naturali bensì per un'overdose di morfina, somministrata 3 ore prima del decesso (la morfina permane molto a lungo nei cadaveri). Furono riesumate allora le salme di altre pazienti del medico morte di recente, e in alcune furono trovate tracce della stessa sostanza che aveva ucciso la prima vittima. Il 7 settembre 1998 Shipman venne arrestato.
Il numero delle vittime di Shipman è ignoto: quelle accertate sono poco più di una dozzina, morte poco tempo prima della scoperta del primo delitto. Il medico tuttavia aveva lavorato per una trentina di anni, quindi si suppone che le morti furono assai più numerose. Uno studio statistico, fatto confrontando il numero di decessi tra i pazienti di Shipman con quelli di altri medici della zona nel corso del periodo di attività del medico, ha dimostrato che le sue vittime sarebbero state almeno 223. Sotto le sue cure in generale morirono 459 persone. Gli omicidi attribuitigli nel processo furono 15, con 15 condanne all'ergastolo. Le vittime erano tutte persone di una certa età, che lui uccideva per poi attribuire la morte (nel referto) a "cause naturali", plausibili nel caso di persone anziane.
Condannato alla reclusione a vita, Shipman si suicidò in carcere la mattina del 13 gennaio 2004, il giorno prima del suo 58º compleanno, impiccandosi con le sue lenzuola. Il corpo venne in seguito cremato.